# Miss Europe 1959

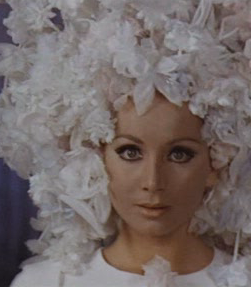
Die Drittplatzierte, Maria Grazia Buccella, drehte später fast 50 Filme. Hier ein Szenenfoto aus Sissignore (1968).

Der Wettbewerb um die Miss Europe 1959 war der elfte, den die Mondial Events Organisation (MEO) durchführte. Sie war von den Franzosen Roger Zeiler und Claude Berr ins Leben gerufen worden, hatte ihren Sitz in Paris und organisierte den Wettbewerb bis 2002.
Die Kandidatinnen waren in ihren Herkunftsländern von nationalen Organisationskomitees ausgewählt worden, die mit der MEO Lizenzverträge abgeschlossen hatten.
Die Veranstaltung fand am 6. September 1959 in Palermo auf Sizilien statt. Es gab, wie in den beiden Vorjahren, 15 Bewerberinnen.
| Land                    | Schreibweise bei Pageantopolis | Schreibweise in der Heimatsprache | Teilnahme an weiteren Wettbewerben  |
| ----------------------- | ------------------------------ | --------------------------------- | ----------------------------------- |
| Platzierungen           |                                |                                   |                                     |
| 1. Österreich           | Christl Spazier                | Christl Spazier                   | Miss Universe 1959                  |
| 2. Frankreich           | Nicole Perin                   | Nicole Périn                      |                                     |
| 3. Italien              | Maria Grazia Buccella          | Maria Grazia Buccella             | Miss Universe 1959                  |
| 4. BR Deutschland       | Carmela Künzel                 | Carmela Künzel                    | Miss Universe 1959                  |
| 5. Holland              | Petra Poul                     | Petra Paul                        |                                     |
| Weitere Teilnehmerinnen |                                |                                   |                                     |
| Belgien                 | Michèle Goethals               | Michèle Goethals                  | Miss World 1958                     |
| Dänemark                | Nettie Torp                    |                                   |                                     |
| England                 | Karen MacGill                  |                                   |                                     |
| Finnland                | Tarja Nurmi                    | Tarja Nurmi                       |                                     |
| Griechenland            | Eleonora Apergi                | Νόρα Απέργη (Nora Apergi)         |                                     |
| Island                  | Margret Gunnlaugsdottir        | Margrét Gunnlaugsdóttir           |                                     |
| Luxemburg               | Josée Pundel                   | Josée Pundel                      | Miss Universe 1959, Miss World 1959 |
| Norwegen                | Berit Grundvig                 | Berit Grundvig                    | Miss World 1959                     |
| Schweden                | Monica Nordqvist               | Monica Nordqvist                  |                                     |
| Türkei                  | Figen Ozgur                    | Figen Özgür                       |                                     |

## Wettbewerb des „Comité Officiel et International Miss Europe“
Seit 1951 gab es einen rivalisierenden europäischen Wettbewerb, durchgeführt vom Comité Officiel et International Miss Europe. Dies wurde 1950 von Jean Raibaut in Paris gegründet, der Sitz später nach Marseille verlegt. Die Siegerinnen trugen unterschiedliche Titel wie Miss Europa, Miss Europe oder auch Miss Europe International.
Er fand vom 29. Mai bis 3. Juni 1959 im Joy-Parc, im französischen Meaux statt. Es gab 11 (oder 12) Bewerberinnen. Folgende Platzierungen wurden bekannt:
- 1.  Frankreich: Sophie d'Estrade
- 2.  Belgien: Eve Dortant
- 3.  Deutschland: Karin Gabor

Weitere Teilnehmerinnen:
- Französische Überseedepartments und -territorien: Liliane Chambertin
- Griechenland: Catherine Tatopoulos
- Holland: Julia Cohen Stuart
- Martinique: Marie-Jose Azur
- Österreich: Rikkie Kraner
- Österreich: Marguerite Nessler
- Portugal: Manuela Marquez
- Deutschschweiz: Carola Segesser
- Romandie: Yvette Lavanchy